# Franz Guggisberg

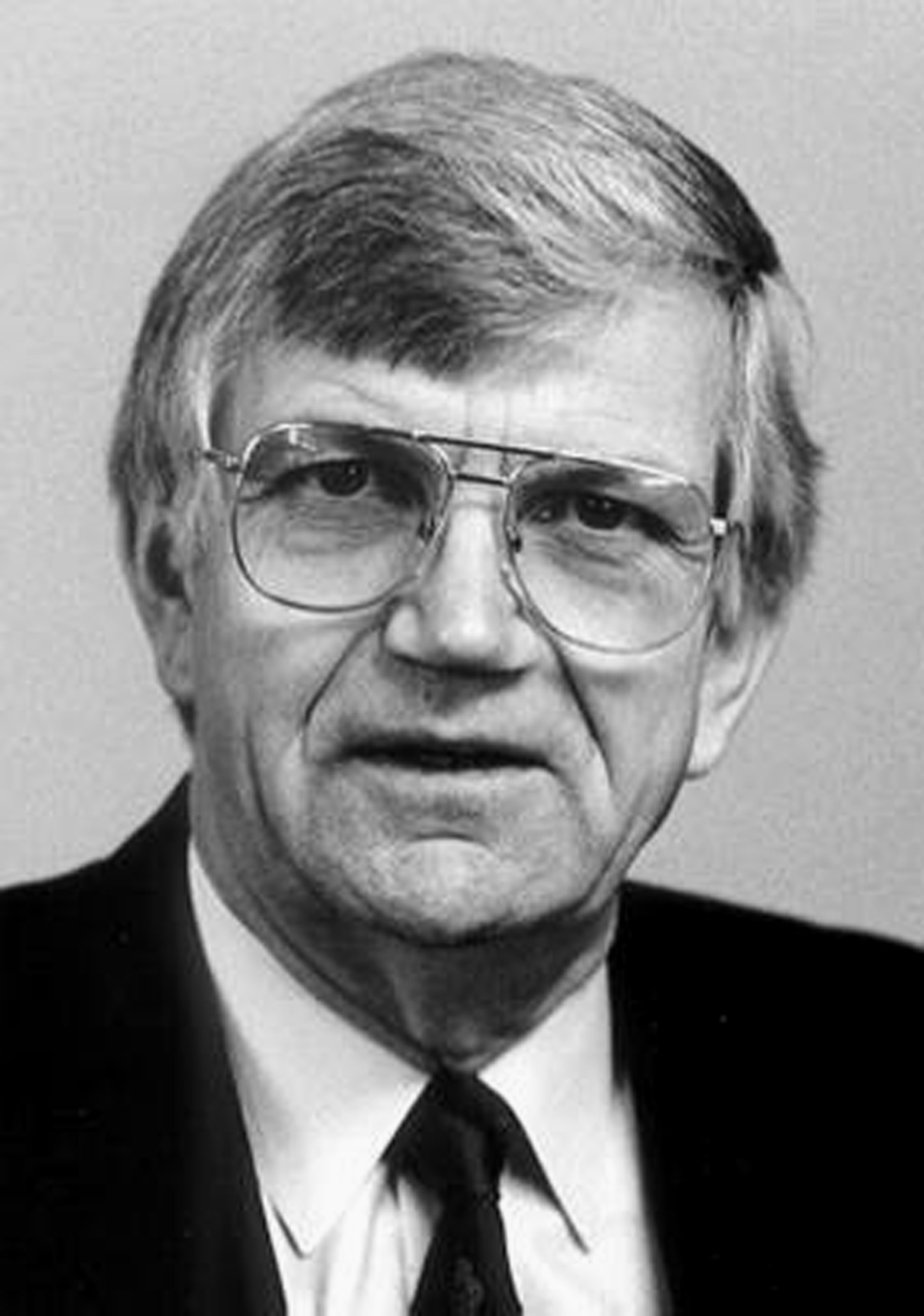
Franz Guggisberg (1986)

Franz Guggisberg (* 27. September 1926 in Derendingen; † 19. Juni 2001 in Binningen; heimatberechtigt in Englisberg) war ein Schweizer Rechtsanwalt und Chefbeamter. Er war von 1974 bis 1991 Erster Landschreiber des Kantons Basel-Landschaft.

## Jugend und Ausbildung
Franz Guggisberg war der Sohn des Landwirts Albert Guggisberg und der Anna, geborenen Gerber. Er wuchs als zweitältester Sohn mit vier Geschwistern auf dem Bauernhof seiner Eltern in Derendingen auf. Guggisberg besuchte die Primar- und Bezirksschule in Derendingen. Nach deren Abschluss trat er in die Handelsschule des Kantons Solothurn ein, die er mit Diplom abschloss. Danach folgte ein zweieinhalbjähriges Praktikum bei der Solothurner Handelsbank. Ab 1948 folgte die Weiterbildung an der École Supérieure du Canton de Neuchâtel mit Matura-Abschluss 1949. Von 1949 bis 1958 studierte er Jurisprudenz an den Universitäten Bern und Wien. Nach Abschluss des Studiums folgte von 1958 bis 1961 die Ausbildung zum Fürsprech und Notar im Kanton Solothurn.

## Karriere

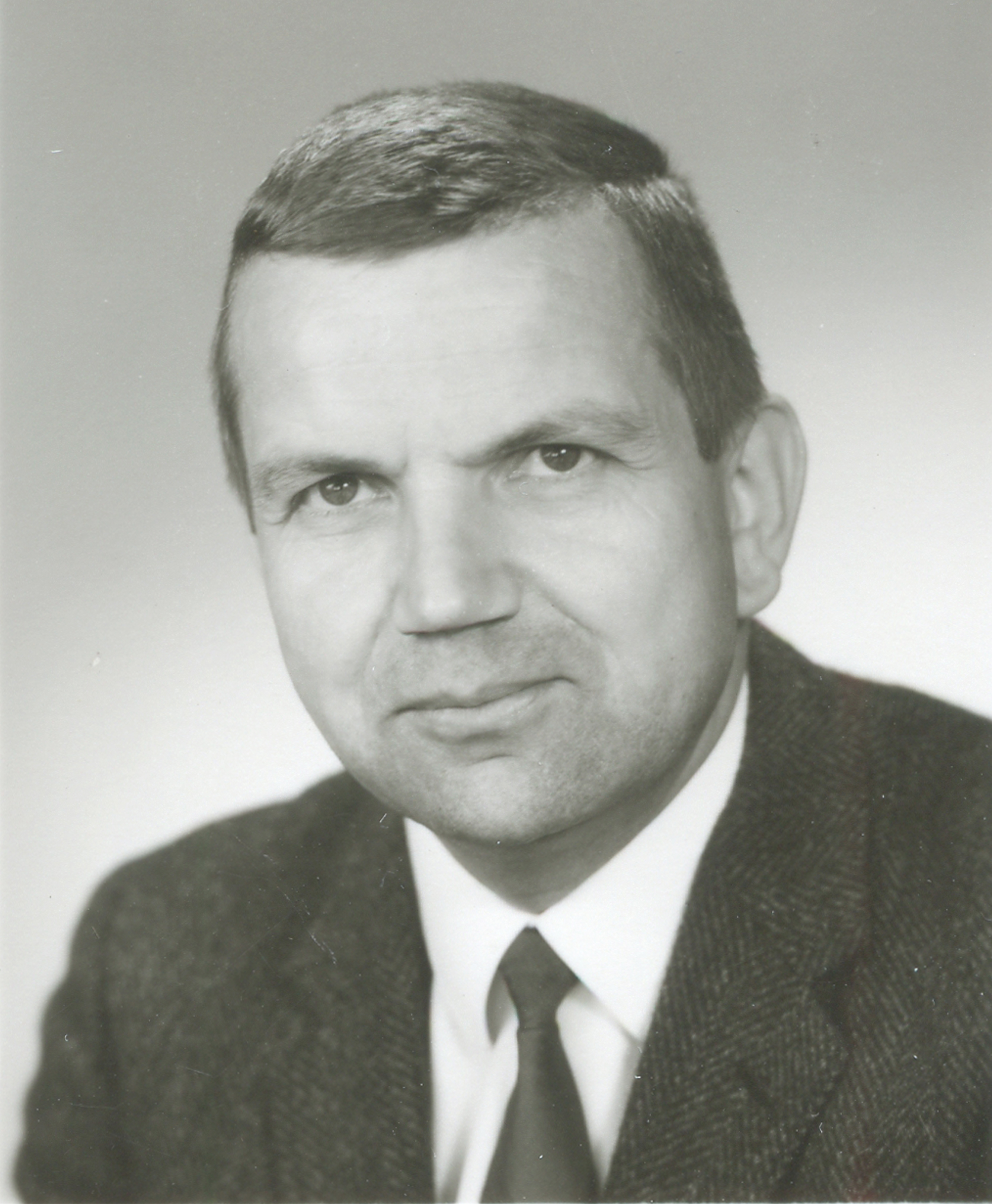
Franz Guggisberg

Von 1960 bis 1962 arbeitete Guggisberg beim Bundesamt für Sozialversicherung in Bern. 1962 wurde er Adjunkt der Finanzkontrolle des Kantons Basel-Stadt. 1968 trat Guggisberg im Kanton Basel-Landschaft das Amt des Zweiten Landschreibers an, 1974 wählte ihn der Landrat als Ersten Landschreiber. Diese Aufgabe des Generalsekretärs von Regierung und Landrat nahm er bis zu seiner Pensionierung im Oktober 1991 wahr. Von 1979 bis 1984 arbeitete er zusätzlich auch für den Verfassungsrat.
Als Armeeangehöriger leistete Guggisberg in der Kavallerie und der Artillerie Dienst. Er erreichte den Rang eines Hauptmanns der Militärjustiz und wurde später Untersuchungsrichter des Divisionsgerichts 4. 
Franz Guggisberg lebte von 1968 bis 1977 in Münchenstein und von 1977 bis 2001 in Reinach.